# Bleptina curvilinea
Bleptina curvilinea là một loài bướm đêm trong họ Noctuidae.